# Mangersreuth

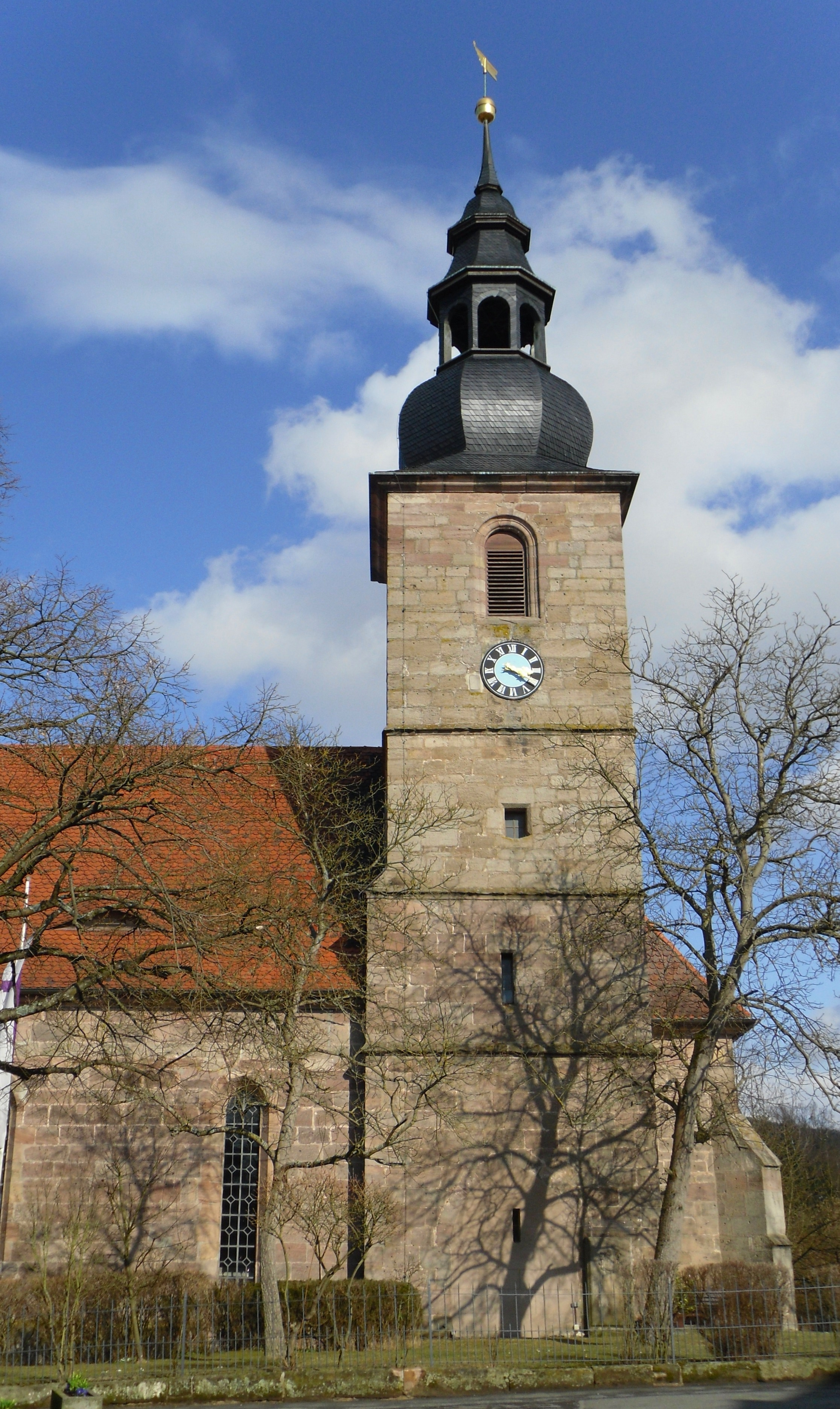
Pfarrkirche Unsere Liebe Frau

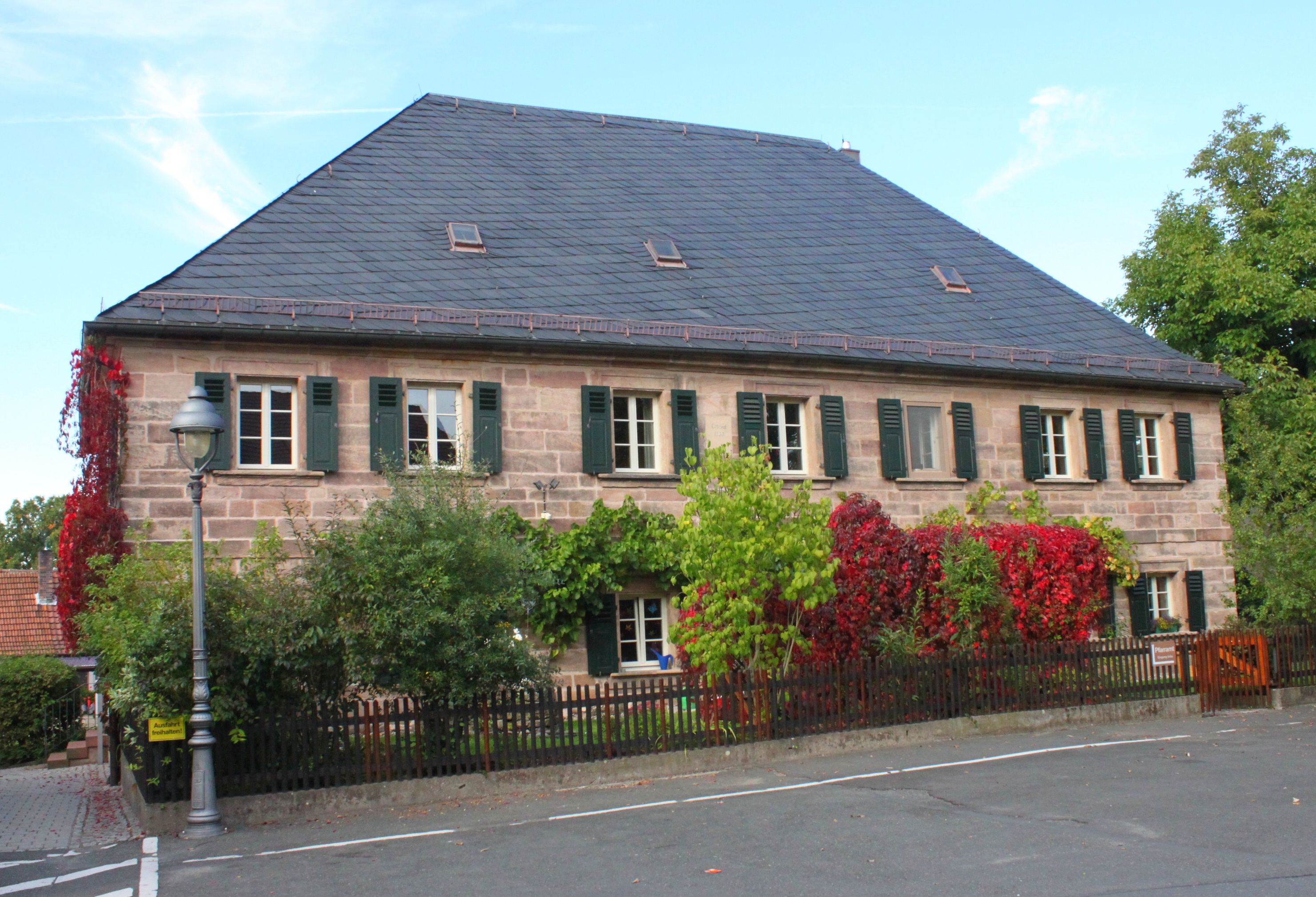
Ehemaliges Pfarrhaus

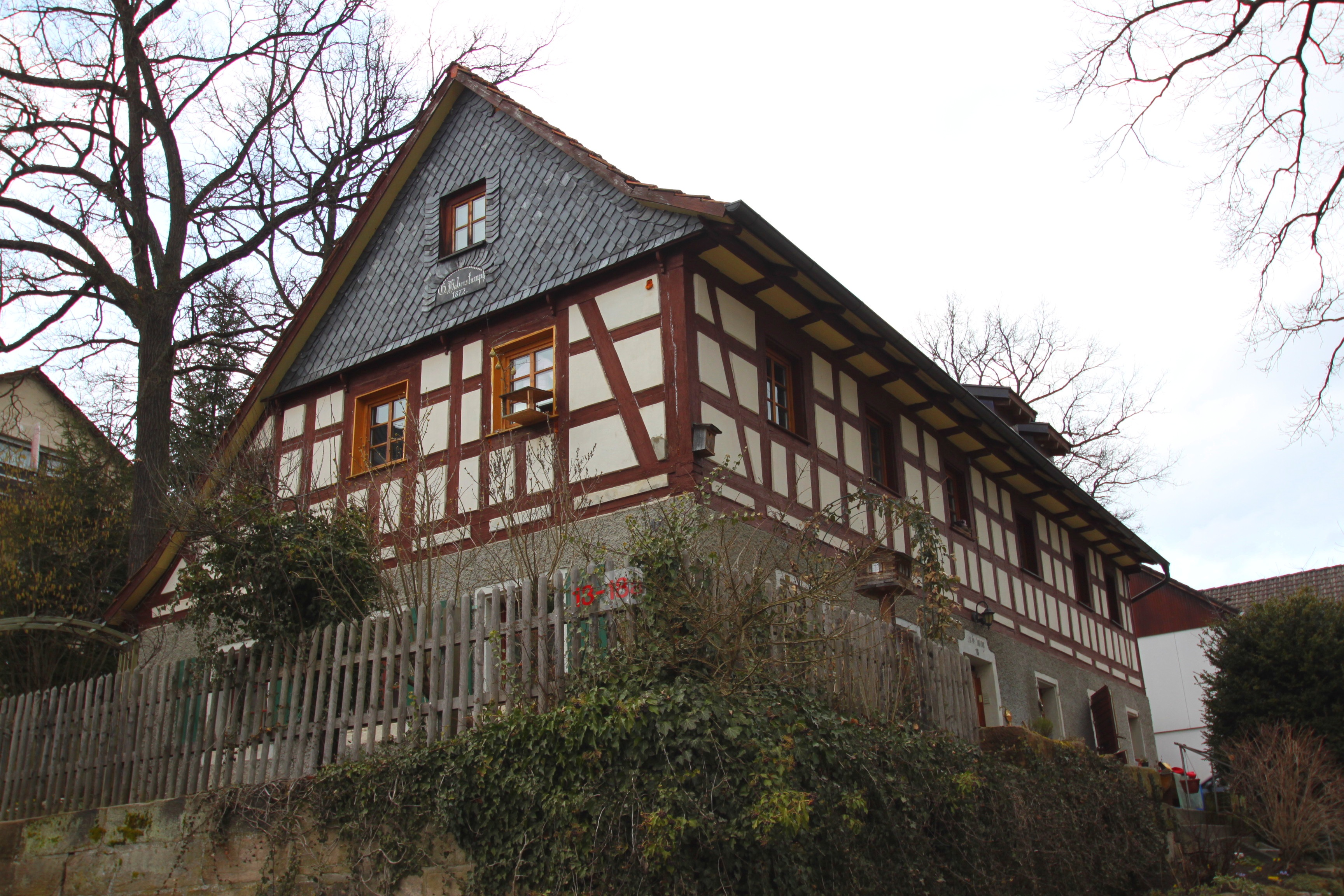
Wohnstallhaus

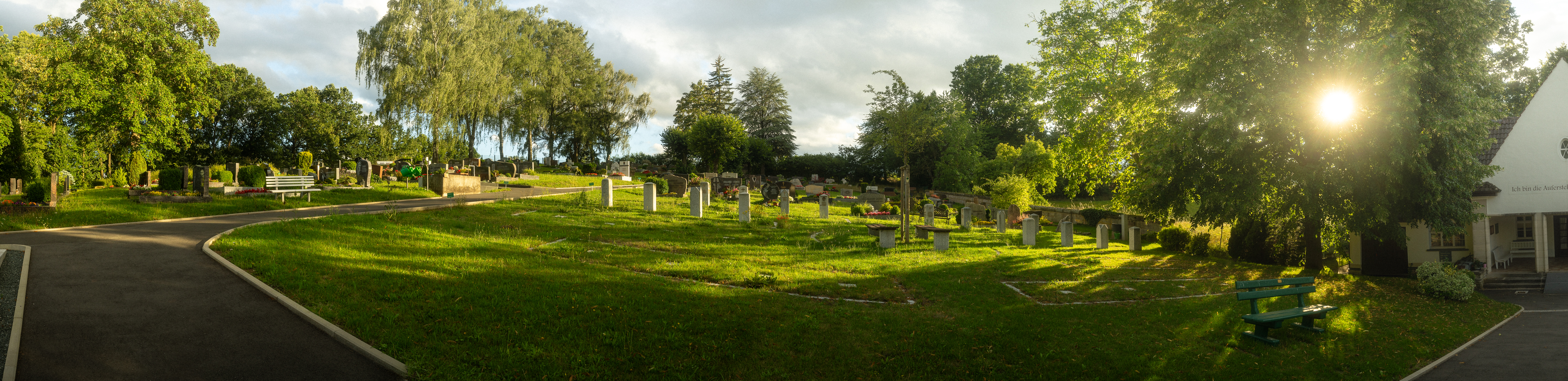
Friedhof Mangersreuth

Mangersreuth (oberfränkisch: Mangeasch-raid) ist ein Gemeindeteil der Großen Kreisstadt Kulmbach im  Landkreis Kulmbach (Oberfranken, Bayern). Die Gemarkung Mangersreuth hat eine Fläche von 7,907 km². Sie ist in 2974 Flurstücke aufgeteilt, die eine durchschnittliche Flurstücksfläche von 2658,85 m² haben. In ihr liegen neben dem namensgebenden Ort die Gemeindeteile Forstlahm, Gelbe Weiden, Herlas, Kessel, Oberkodach, Plosenberg, Tiefenbach, Weiher und Wickenreuth.

## Geografie
Das Pfarrdorf Mangersreuth bildet mit Kulmbach im Norden eine geschlossene Siedlung. Die B 85 führt zur B 289 (2 km nordwestlich) bzw. nach Forstlahm (2,4 km südöstlich). Eine Gemeindestraße führt nach Wickenreuth (1,8 km südlich), ein Anliegerweg  nach Oberkodach (0,7 km westlich).

## Geschichte
Der Ort wurde 1361 als „Meingosrewt“ erstmals urkundlich erwähnt. 1398 wurde der Ort „Mengersrewt“ genannt. Das Grundwort reuth bedeutet Rodung, das Bestimmungswort ist der Personenname des Siedlungsgründers Megingaud.
Gegen Ende des 18. Jahrhunderts gab es in Mangersreuth 20 Anwesen. Das bayreuthische Stadtvogteiamt Kulmbach übte das Hochgericht aus und hatte zugleich die Dorf- und Gemeindeherrschaft. Grundherren waren
- das Fürstentum Bayreuth (Kastenamt Kulmbach: 2 Höfe, 10 Gütlein, 2 Tropfgütlein, 1 Tropfhaus, 1 unbewohnte Tropfhofstatt; Markgräflicher Lehenhof Bayreuth: 1 Söldengütlein, 2 Sölden; Klosteramt Kulmbach: 1 Tropfhäuslein),
- das Rittergut Steinenhausen (1 Gütlein).

Außerdem gab es eine Kirche, ein Pfarrhaus und ein Schulhaus.
Von 1797 bis 1810 unterstand der Ort dem Justiz- und Kammeramt Kulmbach. Mit dem Gemeindeedikt wurde 1811 der Steuerdistrikt Mangersreuth gebildet, zu dem Oberkodach gehörte. 1812 kamen folgende Orte zum Steuerdistrikt hinzu: Forstlahm, Gelbe Weiden, Herlas (hinteres, mittleres, vorderes), Tiefenbach, Weiher und Wickenreuth. Zugleich entstand die Ruralgemeinde Mangersreuth, die deckungsgleich mit dem Steuerdistrikt war. Sie war in Verwaltung und Gerichtsbarkeit dem Landgericht Kulmbach zugeordnet und in der Finanzverwaltung dem Rentamt Kulmbach (1919 in Finanzamt Kulmbach umbenannt). In der freiwilligen Gerichtsbarkeit gehörten einige Anwesen bis 1848 Patrimonialgerichten an, die aus den ehemaligen Rittergütern entstanden sind. 1812 wurden Kessel und Plosenberg von Melkendorf an das Steuerdistrikt und die Ruralgemeinde Mangersreuth überwiesen. Ab 1862 gehörte Mangersreuth zum Bezirksamt Kulmbach (1939 in Landkreis Kulmbach umbenannt). Die Gerichtsbarkeit blieb beim Landgericht Kulmbach (1879 in das Amtsgericht Kulmbach umgewandelt). Die Gemeinde hatte eine Gebietsfläche von 7,929 km².
Am 1. April 1946 wurde die Gemeinde Mangersreuth nach Kulmbach eingegliedert.

### Baudenkmäler
- Evangelisch-lutherische Pfarrkirche Unsere Liebe Frau
- Pfarrhaus
- Wohnstallhaus

### Einwohnerentwicklung
Gemeinde Mangersreuth
| Jahr      | 1818  | 1840   | 1852   | 1855   | 1861   | 1867   | 1871   | 1875   | 1880   | 1885   | 1890   | 1895   | 1900   | 1905   | 1910   | 1919   | 1925   | 1933   | 1939   |
| Einwohner | 513   | 710    | 724    | 732    | 749    | 817    | 814    | 868    | 926    | 955    | 1001   | 1063   | 1303   | 1347   | 1424   | 1475   | 1564   | 1698   | 1737   |
| Häuser    | 88    |        |        |        |        |        | 112    |        |        | 124    | 132    |        | 156    |        |        |        | 202    |        |        |
| Quelle    | [ 8 ] | [ 14 ] | [ 14 ] | [ 14 ] | [ 15 ] | [ 16 ] | [ 17 ] | [ 18 ] | [ 19 ] | [ 20 ] | [ 21 ] | [ 14 ] | [ 22 ] | [ 14 ] | [ 23 ] | [ 14 ] | [ 10 ] | [ 14 ] | [ 14 ] |

Ort Mangersreuth
| Jahr      | 001809 | 001818 | 001861 | 001871 | 001885 | 001900 | 001925 | 001950 | 001961 | 001970 | 001987 |
| Einwohner | 138    | 122    | 176    | 181    | 198    | 309    | 353    | 623    | 602    | 149    | *      |
| Häuser    |        | 23     |        |        | 32     | 44     | 61     | 85     | 94     |        | *      |
| Quelle    | [ 24 ] | [ 8 ]  | [ 15 ] | [ 17 ] | [ 20 ] | [ 22 ] | [ 10 ] | [ 25 ] | [ 26 ] | [ 27 ] | [ 28 ] |

## Religion
Mangersreuth ist seit der Reformation evangelisch-lutherisch geprägt und Sitz der Pfarrei Unsere Liebe Frau (Mangersreuth).